# Sredno Konjare
Sredno Konjare (makedonska: Средно Коњаре) är en ort i Nordmakedonien. Den ligger i kommunen Petrovec, i den centrala delen av landet, 24 kilometer öster om huvudstaden Skopje. Sredno Konjare ligger 247 meter över havet och antalet invånare är 1 089.